# الکساندرا شوتنبرگ

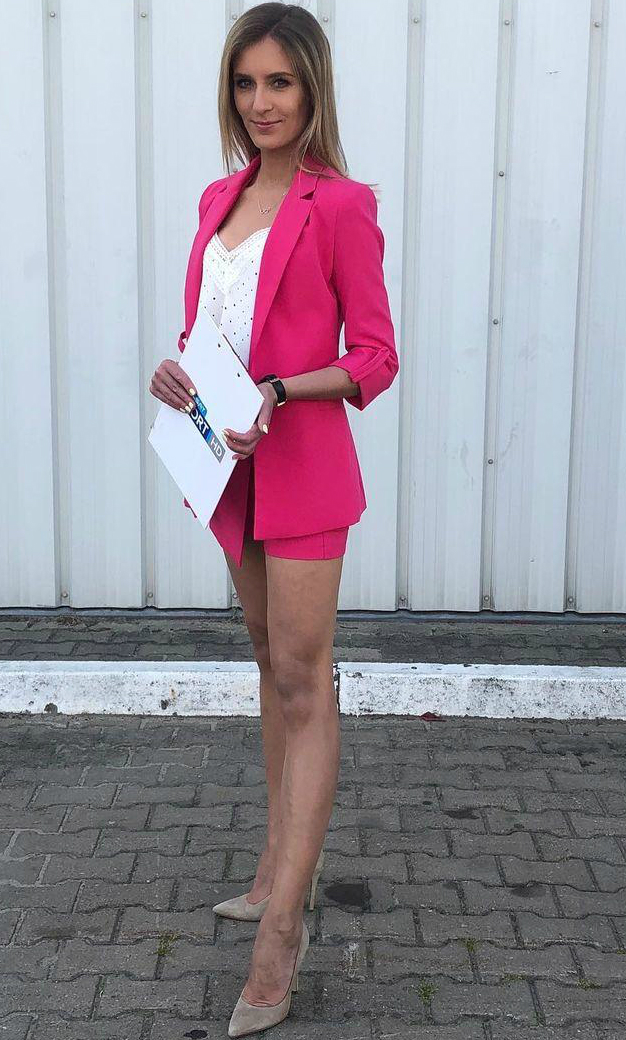
الکساندرا ژیمناست لهستانی

الکساندرا شوتنبرگ (به انگلیسی: Aleksandra Szutenberg) ژیمناست زادهٔ ۱۵ اکتبر ۱۹۸۸ میلادی اهل کشور لهستان است.